# Гонки по вертикали (фильм)
«Гонки по вертикали» — трёхсерийный советский детективный фильм 1982 года, снятый режиссёром Александром Муратовым по одноимённому роману братьев Вайнеров.

## Сюжет
Действие происходит в СССР, в Москве и Подмосковье, в 1980-е годы. В основе сюжета — противостояние инспектора МУРа Станислава Тихонова (Андрей Мягков) и вора-рецидивиста Алексея Дедушкина по кличке Батон (Валентин Гафт).
Сотрудники МУРа задерживают преступника с набитым заграничными вещами импортным чемоданом, в котором также находят орден Андрея Первозванного, однако из-за недостаточности улик (отсутствие заявления о краже) Батона приходится отпустить. Он на свободе и продолжает преступный промысел. При этом чувствуя, что петля вокруг него затягивается, пускается во все тяжкие — кража меховых шапок и шкурок из магазина, кража в квартире отставного генерала, где, помимо сберкнижки, Батон прихватывает «наган» и патроны к нему.
Сыщики, устроив засаду, ловят грузчика, которого прислал Батон. Загнанный в угол Дедушкин ранит Тихонова после неудачной попытки улететь из Москвы.
Вторая сюжетная линия — история знакомства Станислава Тихонова и сотрудницы архива Людмилы.

## В ролях
- Андрей Мягков — Станислав Павлович Тихонов, оперуполномоченный МУРа, капитан милиции
- Валентин Гафт — Алексей Николаевич Дедушкин, опытный вор-рецидивист по кличке «Батон»
- Владимир Сальников — Александр Савельев, сотрудник МУРа, лейтенант милиции (озвучивает Александр Рыжков)
- Николай Засухин — Владимир Иванович Шарапов, начальник Тихонова, подполковник милиции
- Галина Польских — Зося, сотрудница ресторана в аэропорту, возлюбленная «Батона»
- Ирина Бразговка — Людмила Михайловна Рознина, сотрудница Центрального государственного военно-исторического архива СССР
- Елена Капица — Лена, переводчица, бывшая возлюбленная Тихонова
- Станислав Чекан — капитан милиции, дежурный офицер КПЗ МУРа (эпизод)
- Вячеслав Жолобов — Игорь Иванов, одноклассник Тихонова, администратор аттракциона «Гонки по вертикали» в ЦПКиО (эпизод)
- Валерий Дуров — фалерист, эксперт Государственного исторического музея (эпизод)
- Ираида Строумова — директор Центрального государственного военно-исторического архива СССР (озвучивает Евгения Ханаева) (эпизод)
- Александр Валькович — Александр Михайлович, сотрудник Центрального государственного военно-исторического архива СССР
- Зинаида Дехтярёва — мать Тихонова (озвучивает Евгения Уралова)
- Виктор Мирошниченко — Сенька Бакума, таксист, бывший сообщник «Батона» и бывший возлюбленный Зоси (озвучивает Вадим Захарченко)
- Капитолина Ильенко — Елизавета Генриховна фон Дитц (Бойко), сестра Марии Генриховны, племянница барона фон Дица
- Валентина Тахтарова — Мария Генриховна фон Дитц, сестра Елизаветы Генриховны, племянница барона фон Дица
- Василий Корзун — Олег Николаевич Лебедев, начальник Московского управления МВД (озвучивает Николай Граббе)
- Борис Битюков — «Шаман», водитель в ветеринарной клинике, бывший скупщик краденого
- Владимир Мишаков — проживающий в комнате Аристарха Евграфовича Сытникова, бывшего штабс-капитана (озвучивает Роман Филиппов) (эпизод)
- Ирина Стерлядкина — Марина Николаевна, проживающая в комнате Аристарха Евграфовича Сытникова, бывшего штабс-капитана
- Эмилия Сердюк — Клавдия Васильевна, горничная в гостинице «Украина» (эпизод)
- Владимир Дружников — Сергей Юрьевич Обнорский, хирург, профессор, коллекционер орденов
- Нинель Мышкова — Валентина, жена Обнорского
- Владимир Коваль — синьор Фаусто Костелли, коммивояжёр фирмы BRD
- Валерий Носик — Чикин, носильщик в аэропорту Внуково, бывший сообщник «Батона»
- Дмитрий Орловский — Сергиевский, профессор, коллекционер-знаток
- Сергей Пономаренко — Сергей Коломиец
- Елена Костина — сотрудница аэропорта Внуково (эпизод)
- Радий Афанасьев — чиновник (эпизод)
- Любовь Калюжная — эпизод
- Виктория Корсун — эпизод
- Ерванд (Эрик) Арзуманян — человек с Кавказа (нет в титрах)

## Съёмочная группа
- Режиссёр-постановщик: Александр Муратов
- Сценаристы: Аркадий и Георгий Вайнеры
- Оператор: Александр Яновский
- Художник: Михаил Раковский
- Композитор: Евгений Дога